# Hierococcyx
Genre
Le genre Hierococcyx comprend 8 espèces de coucous, oiseaux de la famille des Cuculidae, traditionnellement classées dans  le genre Cuculus.

## Liste des espèces
D'après la classification de référence (version 5.1, 2015) du Congrès ornithologique international (ordre phylogénique) :
- Hierococcyx vagans – Coucou à moustaches
- Hierococcyx sparverioides – Coucou épervier
- Hierococcyx bocki – Coucou de Bock
- Hierococcyx varius – Coucou shikra
- Hierococcyx hyperythrus – Coucou de Chine
- Hierococcyx pectoralis – Coucou des Philippines
- Hierococcyx fugax – Coucou fugitif
- Hierococcyx nisicolor – Coucou de Hodgson